# المتغير الحر والمتغير المقيد
في الرياضيات، ومجالات أخرى بما فيها اللغات الرسمية، تتضمن المنطق الرياضي وعلم الحاسوب، المتغير الحر هو رمز يحدد موضع في التعبير الجبري الذي يمكن تعويض قيم بدل منه وهو ليس وسيط لهذا التعبير أو أي تعبيرات جبرية أخرى. في بعض الكتب القديمة يُستخدم مصطلح المتغير الحقيقي والمتغير الواضح للمتغير الحر والمتغير المُقيد على التوالي. هذه الفكرة مرتبطة برمز الرياضي (رمز سوف يتم استبداله فيما بعد بقيمة ما) أو العناصر النائبة التي تمثل رمز غير محدد.
في برمجة الحاسوب، مصطلح المتغير الحر يدل على المتغيرات التي تستخدم في كتابة الوظيفة سواء كانت متغيرات محلية أو معاملات الوظيفة. مصطلح المتغير الغير محلي (العام) يكون احيانًا مرادفًا في هذا السياق.
المتغيرات المُقيدة هي متغيرات كانت حرة سابقًا لكنها أصبحت مُقيدة بقيمة معينة أو مجموعة من القيم تسمى المجال أو المجتمع. مثال س أصبح مقيدًا عندما كُتب بالطريقة التالية:
لكل x, (x + 1)2 = x2 + 2x + 1
أو
يوجد x بحيث x2 = 2.
في أي من الأمثلة ليس مهمًا منطقيًا إذا كانت س أو أي رمز اخر، لكن قد يكون مربكًا استخدام نفس رمز في المثال المركب. هذا كيف يصبح المتغير الحر مقيدًا ومن ثم بالمنطق يتغير من كونه متوفر كأساس في القيم للقيم الأخرى في إنشاء الصيغ.
مصطلح المتغير الوهمي يطلق أحيانًا على المتغير المُقيد)أغلب الاحيان في الرياضيات أكثر من علوم الحاسوب) لكن استخدام هذا المصطلح قد يخلق التباس مع مفهوم المتغيرات الوهمية في تحليل التراجع.

## الامثلة
قبل ذكر المعنى الدقيق للمتغير الحر والمتغير المُقيد، فيما يلي مجموعة من الامثلة التي يمكن ان تجعل هذين المصطلحين أكثر وضوحًا.
في التعبير الرياضي
{\displaystyle \sum _{k=1}^{10}f(k,n),}
nهو متغير حر وk هو متغير مُقيد؛ بتالي قيمة تعبير الرياضي تعتمد على قيمةnولا تعتمد على قيمة k .
{\displaystyle \int _{0}^{\infty }x^{y-1}e^{-x}\,dx,}
yهو متغير حر و x هو متغير مُقيد؛ بتالي قيمة التعبير معتمدة على قيمة y ولا تتأثر بقيمة x .
{\displaystyle \lim _{h\rightarrow 0}{\frac {f(x+h)-f(x)}{h}},}
المتغير x هو متغير حر والمتغير h متغير مُقيد؛ بتالي قيمة تعبير الرياضي على قيمة x ولا تتأثر بقيمة h.
{\displaystyle \forall x\ \exists y\ {\Big [}\varphi (x,y,z){\Big ]},}
zهو متغير حر و x وy متغيران مُقيدان، مرتبطان مع محددات منطقية؛ بتالي القيمة المنطقية للتعبير تعتمد على قيمة z لكن لا تعتمد على كل من x و y.
بشكل أوسع، بأغلب الإثباتات نعتمد على المتغيرات المُقيدة. في المثال التالي نثبت ان كل مربع لرقم صحيح زوجي قابل للقسمة على ٤.
افرض n رقم موجب صحيح زوجي، ثم هناك رقم صحيح k بحيث {\displaystyle n=2k} بتالي{\displaystyle n^{2}=4k^{2}} إذا n قابل للقسمة على ٤.
ليس فقط kبل أيضا n استخدام كمتغير مُقيد بأثناء الأثبات.

### العوامل الرياضية التي تُقيد المتغيرات
التالي:
{\displaystyle \sum _{x\in S}\quad \quad \prod _{x\in S}\quad \quad \int _{0}^{\infty }\cdots \,dx\quad \quad \lim _{x\to 0}\quad \quad \forall x\quad \quad \exists x}
هم مجموعة من أشهر العوامل المُقيدة للمتغيرات. كل واحدة منهم تُقيد المتغير x بمجموعة من S.
ملاحظة: العديد من هذه العوامل تعمل على الاقتران الخاص بالمتغير المُقيد. في السياقات الأكثر تعقيدًا مثل هذه الرموز ممكن ان تصبح غير ملائمة أو مربكة، يمكن ان يكون مفيدًا تحويل الرموز فيجعل الارتباط واضحًا مثل:
{\displaystyle \sum _{1,\ldots ,10}\left(k\mapsto f(k,n)\right)}
للجمع أو
{\displaystyle D\left(x\mapsto x^{2}+2x+1\right)}
للاشتقاق.

## الشرح الرسمي
```
شجرة توضح نحوية التعبير الرياضي
```

Tree summarizing the syntax of the expression

أساليب تقيد المتغيرات تحدث في مختلف السياقات في الرياضيات والمنطق وعلم الحاسوب. في جميع الحالات، مع ذلك هم خصائص نحوية بحتة للتعبير الرياضي والمتغيرات في هذه الحالات. في هذا الجزء يمكننا تلخيص النحو على انه تعريف التعبير باستخدام شجرة تكون عقد أوراقها هم المتغيرات، ثوابت، وثوابت الاقتران، أو ثابت مساند. أما الخطوط تدل على الادوات المنطقية.
يمكن تحديد التعبير عن طريق مسح هيكل الشجرة.
العوامل المُقيدة للمتغيرات هي عوامل منطقية التي تتواجد في معظم اللغات الرسمية. العامل المُقيدة Q تأخذ طرفان: المتغير v وتعبير الرياضي P، وعند تطبيق العامل مع طرفاه ينتج تعبير جديد Q(v,P). المعنى من ربط المتغيرات يزود من قبل علم الدلالات اللفظية للغة وليس محط اهتمامنا هنا.
تقيد المتغيرات يربط ثلاث أمور: المتغير v والموقع a للمتغير داخل التعبير الرياضي والعقدة غير الورقية (الخط) n لتركيب Q(v,P).
ملاحظة: نحن عرفنا الموقع في التعبير الرياضي على شكل ورقة في الشجرة. يصبح المتغيرمُقيد عندما يكون أسفل العقدة n
في تكامل لامدا، x متغير مُقيد في المعادلة M=λx.T ، والمتغير الحر في تعبير هو.T نحن قلنا xمُقيد في M وحر في T.إذا Tيحتوي على معادلة جانبية λx.U إذن xأُعيد تقيده في هذا التعبير. في هذا التداخل، التقيد الداخلي ل xهو «ظل» التقيد الخارجي.
تكرارxفي Uتكرار حر ل xالجديدة.
المتغيرات المُقيدة في أعلى النظام هم تقنيًا متغيرات حرة في داخل التعبير بالنسبة للمُقيدين به لكن أحيانًا يعامل بشكل خاص بسبب قد يكون تم تصنيفه كعنوان ثابت.
بصورة مماثلة، أي مُعرف ربط دالة قابلة للحساب، أيضا تقنيًا هو متغير حر في داخل التعبير لكنه يعامل معاملة خاصة.

### تعبيرات اقترانية
لإعطاء مثال من الرياضيات، افرض تعبير الذي يحدد كأقتران:
{\displaystyle f=\left[(x_{1},\ldots ,x_{n})\mapsto t\right]}
حيث t تعبير رياضي. t ربما تحتوي على بعض أو كل أو لا شيء من (x1,…….,xn) ويحتوي على متغيرات أخرى في هذه الحالة نقول هذا الاقتران يعرف تقيد المتغيرات (x1,…….,xn).
بهذا الاسلوب الاقترانات تُعرف تعبيرات من هذا النوع كما رأينا سابقًا يمكننا التفكير بالأقتران كأداة لتقيد المتغير، نفس الفكرة بتعبير تكامل لامدا. أدوات تقيد أخرى، مثل أشارة الجمع، يمكن ان تعتبر أقتران من درجة عليا يطبق على الاقتران. لذا كمثال التعبير:
{\displaystyle \sum _{x\in S}{x^{2}}}
يمكن ان يتعامل معها كرمز ل:
{\displaystyle \sum _{S}{(x\mapsto x^{2})}}
حيث{\displaystyle \sum _{S}{f}} هو عامل مع معاملين، المعامل الأول هو الاقتران ومجموعة تقدير فوق الاقتران. العوامل الحسابية الأخرى التي ذكرت سابقًا مثل محددة (للكل){\displaystyle \forall x\in S\ P(x)} يمكن اعتباره كعامل الذي يقدر الارتباط المنطقي لأقتران القيم الثنائية P تطبق على (ربما لا نهائي) مجموعة S.

## اللغة الطبيعية
عند التحليل في دلالات الرسمية، اللغة الطبيعية يمكن رؤيتها أنها تملك متغيرات حرة ومُقيدة. باللغة الإنجليزية، الضمائر الشخصية مثل (he هو، sheهي،theyهم....إلخ) يمكن ان تعمل كمتغير حر.
Lisa found her book
ليزا وجدت كتابها.
بالجملة بالأعلى ضمير ملكيةher متغير حر. ربما يعود على ليزا أو أي امرأة أخرى. بكلمات أخرى، her book يمكن ان تعود على كتاب ليزا أو كتاب لامرأة أخرى مثل (Jane's book).أيا كان الذي تعود عليه her يمكن تقرير من سياق الجملة. يمكن تعريف الذي يعود عليه الضمير باستخدام كوندكسن المخطوط، بحيث i تدل على الاحتمال الأول و j تدل على الاحتمال الثاني.
هكذا جملة Lisa found her book تُترجم كتالي:
Lisai found heri book (الترجمة الأولى her تعود على Lisa)
Lisai found herj book (الترجمة الثانية her تعود على امرأة أخرى غير Lisa)
الاختلاف ليس واضحًا من ناحية الكتابية، لكن بعض اللغات يكون فيها اختلاف بصيغة بين heri وherj مثل النرويجية والسويدية بحيث تترجم heri إلى sin أما herj تترجم إلى hennes.
اللغة الإنجليزية تسمح بتحديد على من تحديدًا تعود الضمائر لكنه اختياري؛ بتالي الترجمتان للجملة السابقة مقبولتان (الترجمة الخاطئة من الناحية القواعدية تحدد بنجمة):
Lisai found heri own book (الترجمة الأولى her تعود على Lisa)
Lisai found herj own book*(الترجمة الثانية her تعود على امرأة أخرى غير Lisa)
لكن الضمائر الانعكاسية مثل himself,herself,themselves ...إلخ، والضمائر المتبادلة مثل other، تعمل كمتغيرات مُقيدة في الجمل مثل التالية:
Jane hurt herself (جين أذت نفسها)
الضمير المنعكس herself يمكن فقط ان يعود على الاسم المذكور في جملة، في هذه الحالة Jane، ولا يمكن ان تكون أي امرأة أخرى. في هذا المثال المتغير herself مُقيد بالاسم Jane الموجود في جملة كفاعل. الترجمة الأولى باستخدام كوندكشن الذي تكون فيها Jane و herself مرتبطان مسموح بها، لكن الترجمات الأخرى الآتي لا يكونوا فيها مرتبطين هي خاطئة قواعديًا:
Janei hurt herselfi(الترجمة الأولى herself تعود على Jane)
Janei hurt herselfj(الترجمة الثانية herself لا تعود على Jane)
ملاحظة: الاسم الذي يعود عليه الضمير المُقيد به يمكن تمثيله عن طريق تعبير تكامل لامدا الذي ذكر سابقًا في جزء الشرح الرسمي. الجملة مع ضمير منعكس يمكن كتابته كتالي:
(λx.xhurtx)Jane
بحيث Jane الفاعل الذي يعود عليه الضمير و λx.xhurtx هو الاقتران المسند إليه التعبير (تعبير تجريدي لامدا) مع رمز لامدا ورمز x توحي بأن الفاعل النحوي والمفعول به النحوي بالجملة مرتبطان، هذا نتيجة الترجمة Jane hurt Jane أي انه أصبح نفس الشخص.
الضمائر يمكن ان تتصرف بطريقة مختلفة، بالجملة التالية:
Ashely hit her(أشيلي ضربتها)
الضمير يمكنه فقط ان يعود على امرأة أخرى غير أشيلي. هذا يعني انه لا يملك ابدًا معنى انعكاسي في الجملة. الترجمة الصحيحة قواعديًا والخاطئة هما:
Ashelyi hit heri*(الترجمة الأولى تعود her على Ashely)
Ashelyi hit herj(الترجمة الثانية her تعود على امرأة أخرى غير Ashely)
الترجمة الأولى غير ممكنة قواعديًا، أما ترجمة الثانية صحيحة قواعديًا.
هكذا يمكننا ان نرى ان ضمائر المنعكسة والضمائر المتبادلة هم متغيرات مُقيدة.
(اقرأ أيضا الارتباط (اللغويات)).

## اقرأ أيضا
- مجال